# Lloyd Doesburg
Lloyd Doesburg (Paramaribo, 29 de abril de 1960 – Zanderij, 7 de junho de 1989) foi um futebolista neerlandês que atuava como goleiro.

## Carreira
Doesburg atuou na maior parte da carreira no Vitesse, egresso do Elinkwijk. Pelos aurinegros, disputou 149 jogos entre 1981 e 1986. Teve ainda passagens por Excelsior e Ajax, onde atuou em apenas 5 jogos e integrou o elenco bi-vice-campeão nacional nas 2 temporadas em que vestiu a camisa dos Godenzonen.

## Morte

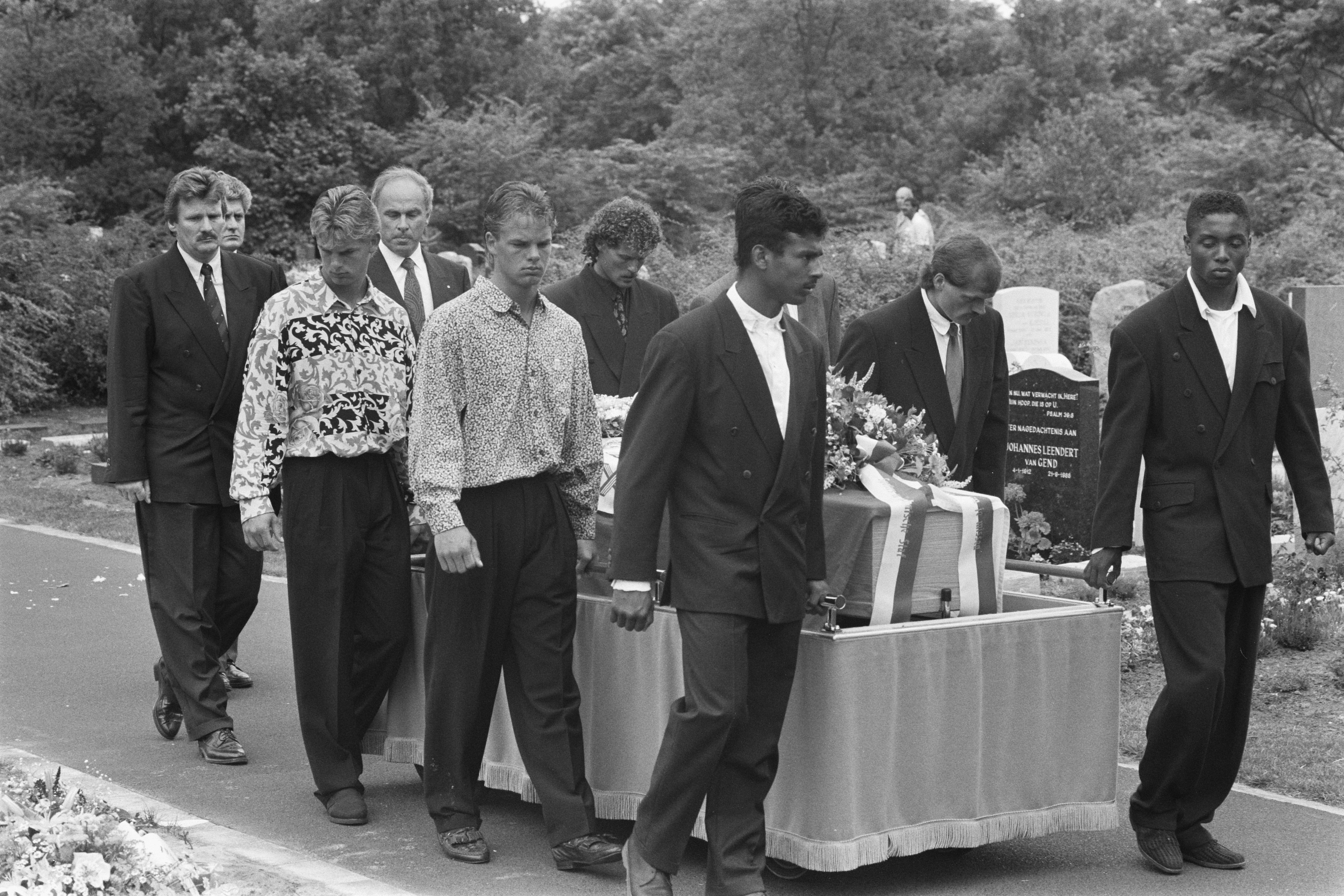
O funeral de Doesburg.

Em 7 de julho de 1989, Doesburg foi um dos 14 jogadores que morreram no Voo Surinam Airways 764, quando o avião McDonnell Douglas DC-8-62 que transportava o Kleurrijk Elftal (combinado de jogadores neerlandeses que possuíam origem surinamesa ou nascidos no país) caiu próximo ao Aeroporto Internacional de Paramaribo-Zanderij depois de atingir 2 árvores. Menzo e Henry Meijer, companheiros de Doesburg no Ajax, não viajaram com ele, optando em fazer um trajeto em uma outra aeronave. Era o mais velho atleta do combinado a falecer no acidente (29 anos).
Além de Menzo e Meijer, compareceram ao funeral do goleiro: Jan Wouters, Aron Winter, Danny Blind, Bryan Roy, Dennis Bergkamp e os irmãos Frank e Ronald de Boer.

## Campanhas de destaque
Ajax
- Eredivisie: vice-campeão (1987–88 e 1988–89)